# Tuba romana
La tuba romana è uno strumento musicale a fiato usato nella Roma Antica.
Realizzata in bronzo e lunga circa 120 cm, era usato principalmente dai reparti militari per trasmettere ordini. Esistevano sia versioni per fanteria che per cavalleria, queste ultime più corte.
Affine alla tromba diritta e alla salpinx della Grecia antica, è stata usata anche come fregio d'armi.